# Устье-Зелёное
Устье-Зелёное (укр. Устя-Зелене) — село в Монастырисской городской общине Чортковского района Тернопольской области Украины.
До 2020 года входило в Монастырисский район.
Население по переписи 2001 года составляло 585 человек. Почтовый индекс — 48341. Телефонный код — 3555.

## Известные уроженцы
- Панкевич, Юлиан Иванович — украинский художник и литератор.
- Копей Богдан Владимирович — украинский педагог, доктор технических наук, профессор.